# Standbeeld van Spinoza
Het standbeeld van Spinoza is een 19e-eeuws gedenkteken in Den Haag, ter nagedachtenis aan de filosoof Benedictus de Spinoza.

## Achtergrond
Benedictus de Spinoza (geboren Baruch de Spinoza, Amsterdam, 1632 - Den Haag, 1677) was een Nederlands filosoof, wiskundige en politiek denker van Sefardisch-Joodse afkomst. Spinoza ontwikkelde een filosofie waarin theologie geen rol speelde. Hij ontkende profetie en accepteerde geen andere verklaring dan die gebaseerd op de rede. Hij werd in zijn tijd gezien als atheïst en mede daarom waren zijn boeken lange tijd verboden.
De 19e-eeuwse letterkundige en filosoof Johannes van Vloten bracht het werk van Spinoza opnieuw onder de aandacht. Van Vloten publiceerde vele malen over hem, onder andere in 1862 Baruch Spinoza, zijn leven en schriften in verband met zijn en onze tijd, en gaf Spinoza's Verzamelde Werken (Opera Omnia) opnieuw uit. In 1871 gaf Van Vloten in een voorwoord de aanzet tot het oprichten van een standbeeld voor Spinoza. In augustus 1875 werd een comité gevormd "ter oprichting van een gedenkteeken ter eere van Spinoza", door onder anderen Johannes Bosscha jr., Marinus Frederik Andries Gerardus Campbell, Menno David van Limburg Stirum en Van Vloten. Het jaar erop werden diverse subcomités opgericht, in binnen- en buitenland, en er werden financiële bijdragen toegezegd vanuit onder meer de universiteit van Uppsala en het Koninklijk Huis. Ook twee eeuwen na zijn dood waren Spinoza's ideeën niet onomstreden. De theoloog J.H. Gunning jr. zag bij Spinoza een versmelting van het pantheïsme en natuurwetenschap en verzette zich via de dagbladen, een pamflet en zijn preken tegen de komst van een standbeeld in de openbare ruimte.
Er werd door het comité een wedstrijd uitgeschreven voor een ontwerp van een standbeeld. De kwaliteit van de ingezonden ontwerpen viel tegen, waarop een tweede wedstrijd werd uitgeschreven voor een beeld van "Spinoza voorstellende in het gewaad van zijn tijd". Er kwamen in totaal zeventien ontwerpen binnen, waarvan dat van de Franse beeldhouwer Frédéric Hexamer (1847-1924) in juli 1878 met vijf tegen één werd verkozen. Van Limburg Stirum was tegen het ontwerp, omdat Spinoza zittend was afgebeeld.
Het beeld werd in brons gegoten bij Thiebaut in Parijs. Het werd geplaatst aan de gedempte Paviljoensgracht, in de nabijheid van het Spinozahuis waar de filosoof de laatste jaren van zijn leven woonde. Het werd onthuld op 14 september 1880 na een feestrede van Van Vloten. Onder de genodigden waren minister van Binnenlandse Zaken jhr. mr. Willem Six, burgemeester en wethouders, beeldhouwer Hexamer, Spinoza-kenner Berthold Auerbach en adjudant Van Goes als vertegenwoordiger van prins Alexander. Na de onthulling werd het monument door burgemeester F.G.A. Gevers Deynoot namens de gemeente aanvaard. In 1950 werd het beeld enkele meters verplaatst.
Van de sokkel
In 1876 werd in Amsterdam een standbeeld van Johan Rudolph Thorbecke opgericht, nadat de plaatsing daarvan in Den Haag was afgeketst. In 2005 werd het initiatief genomen om alsnog in Den Haag een beeld voor hem te plaatsen. Beeldhouwer Hans van Houwelingen kwam daarop met het voorstel om het standbeeld van Spinoza te ruilen met het beeld van Thorbecke in Amsterdam, omdat beide heren langer hebben gewoond en gewerkt in de plaatsen waar ze niet staan. De beelden werden eind 2011 van hun sokkel gehaald en enige tijd samen tentoongesteld bij Stroom Den Haag.

## Beschrijving
Het bronzen standbeeld toont Spinoza in een peinzende houding, zittend op een stoel en gekleed in een lange mantel. In zijn linkerhand, die op de knie rust, houdt hij een stapeltje papieren. Zijn rechterhand, waarin hij een pen vasthoudt, leunt tegen het hoofd. Het beeld staat op een sokkel van rood Zweeds graniet, gehakt en gepolijst in Berlijn, met de inscriptie 

SPINOZA

Het geheel wordt omgeven door een hekwerk, dat werd gemaakt bij de Haagse firma Enthoven.

## Waardering
Het gedenkteken werd in 1967 als rijksmonument in het Monumentenregister opgenomen. Het is "van algemeen belang wegens oudheidkundige en kunsthistorische waarde".

## Spinozabeelden in Nederland

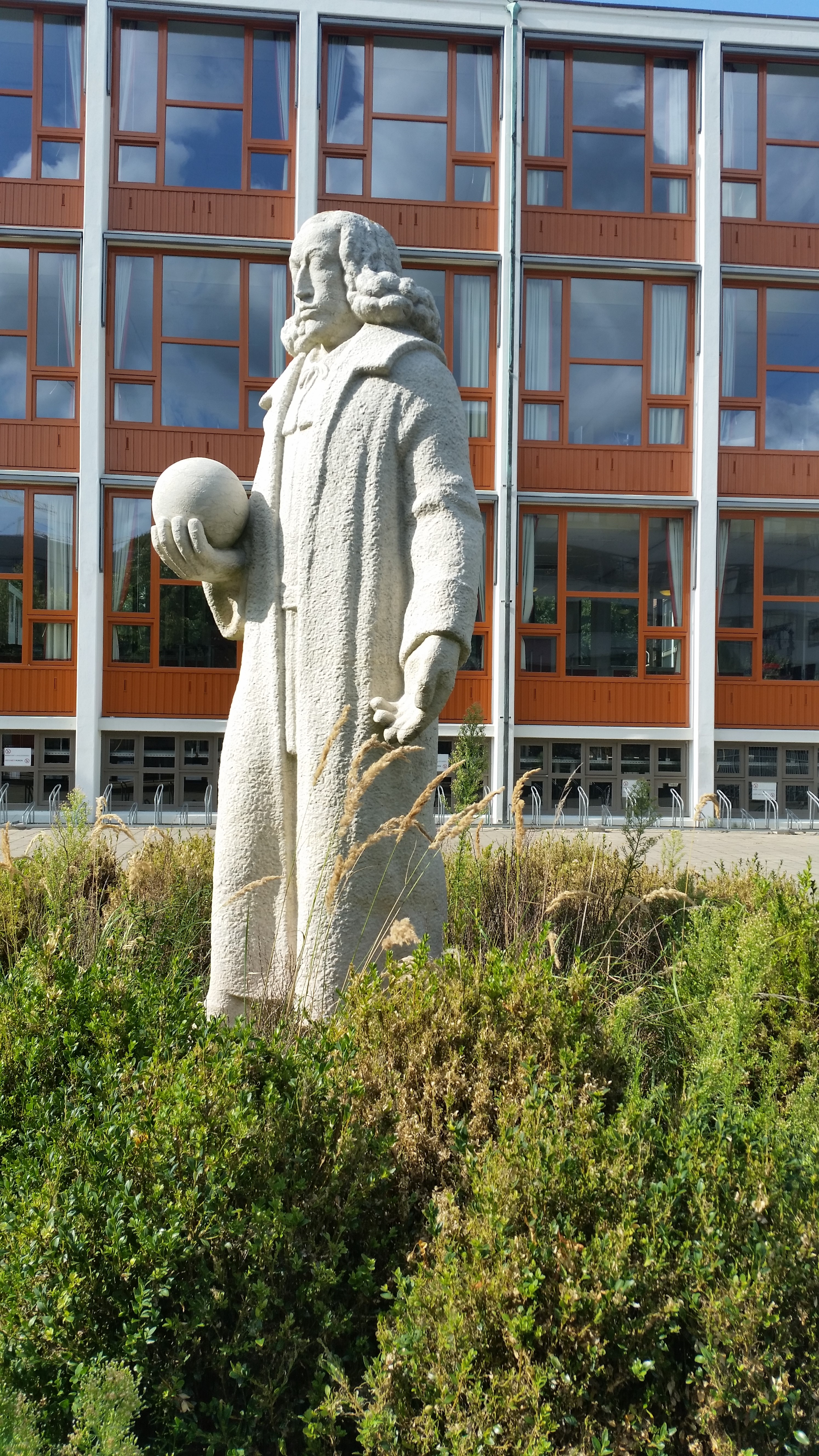
Spinoza Lyceum, Amsterdam-Zuid (1959) door Hildo Krop
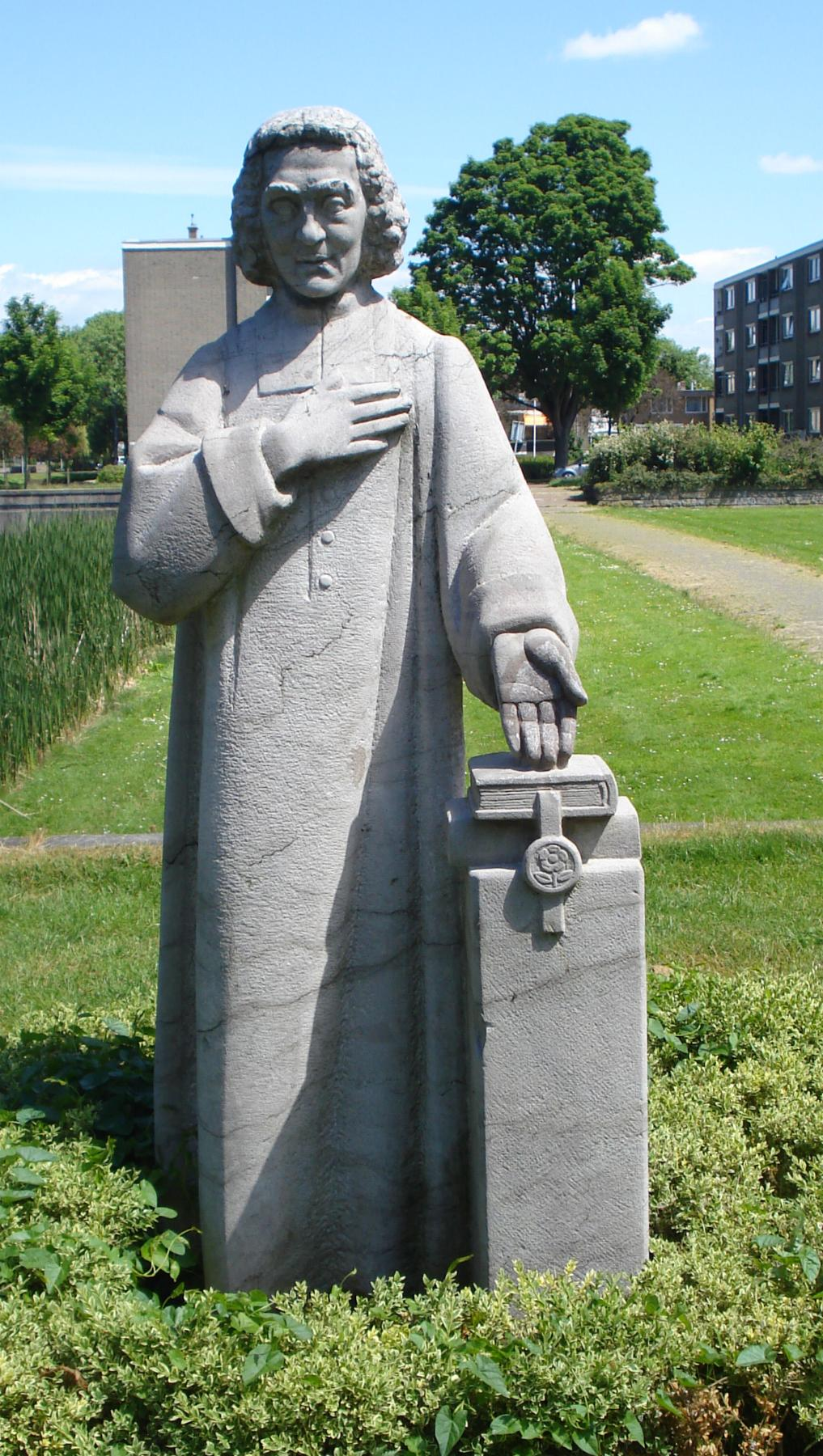
Voorburg (1964) door Rudolf Roth
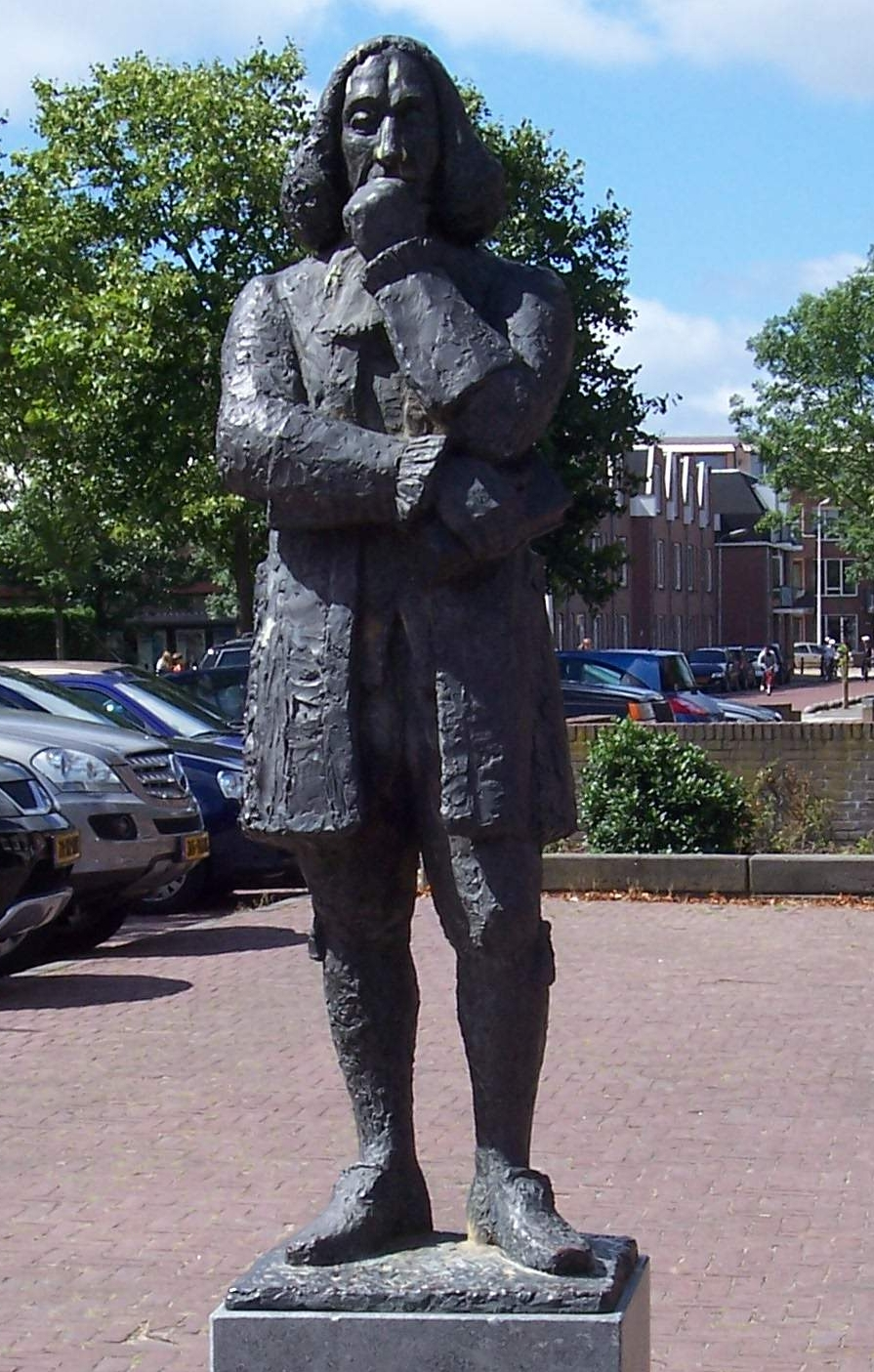
Rijnsburg (1993) door Gerard Brouwer
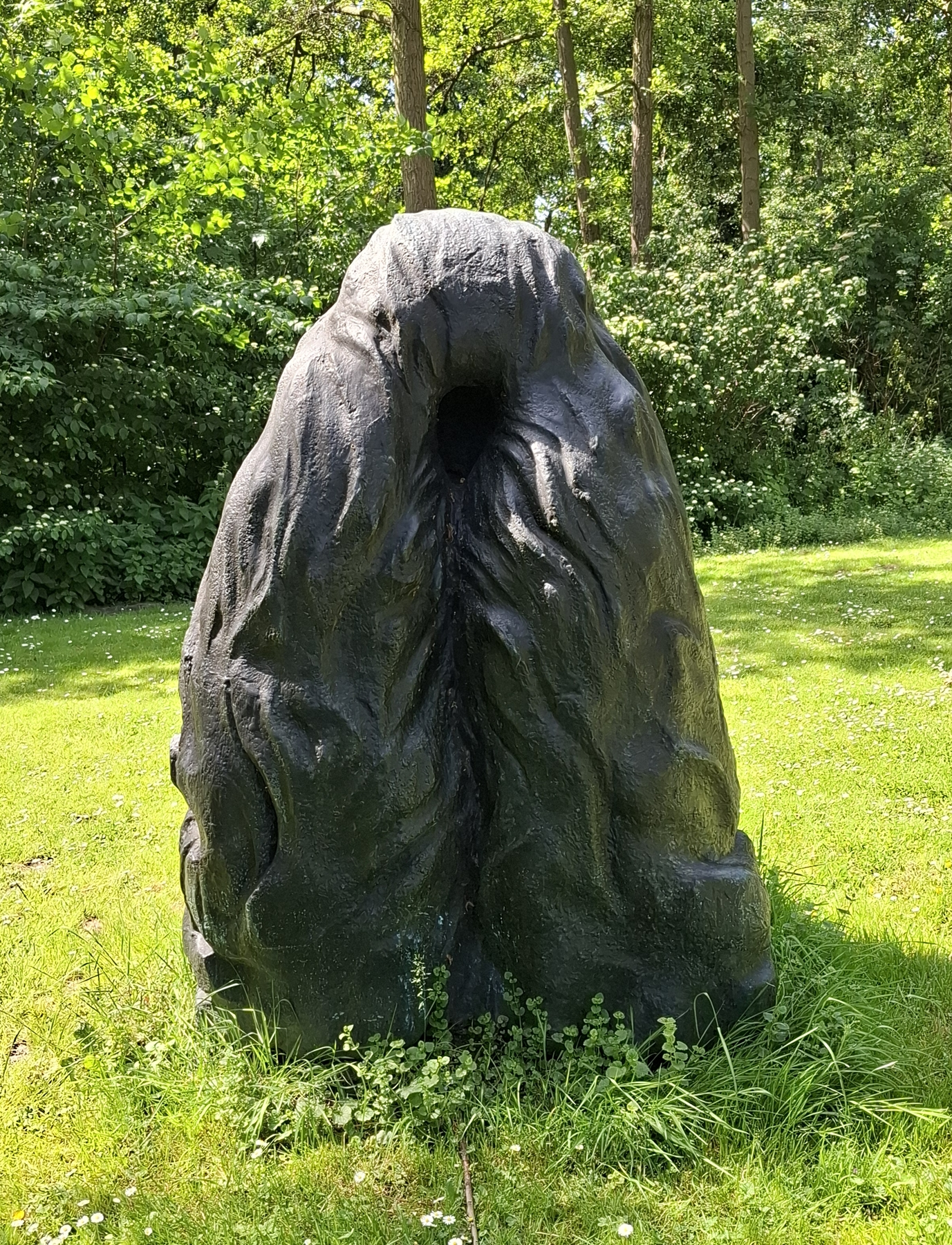
Vlaardingen (2002) door Tom Claassen
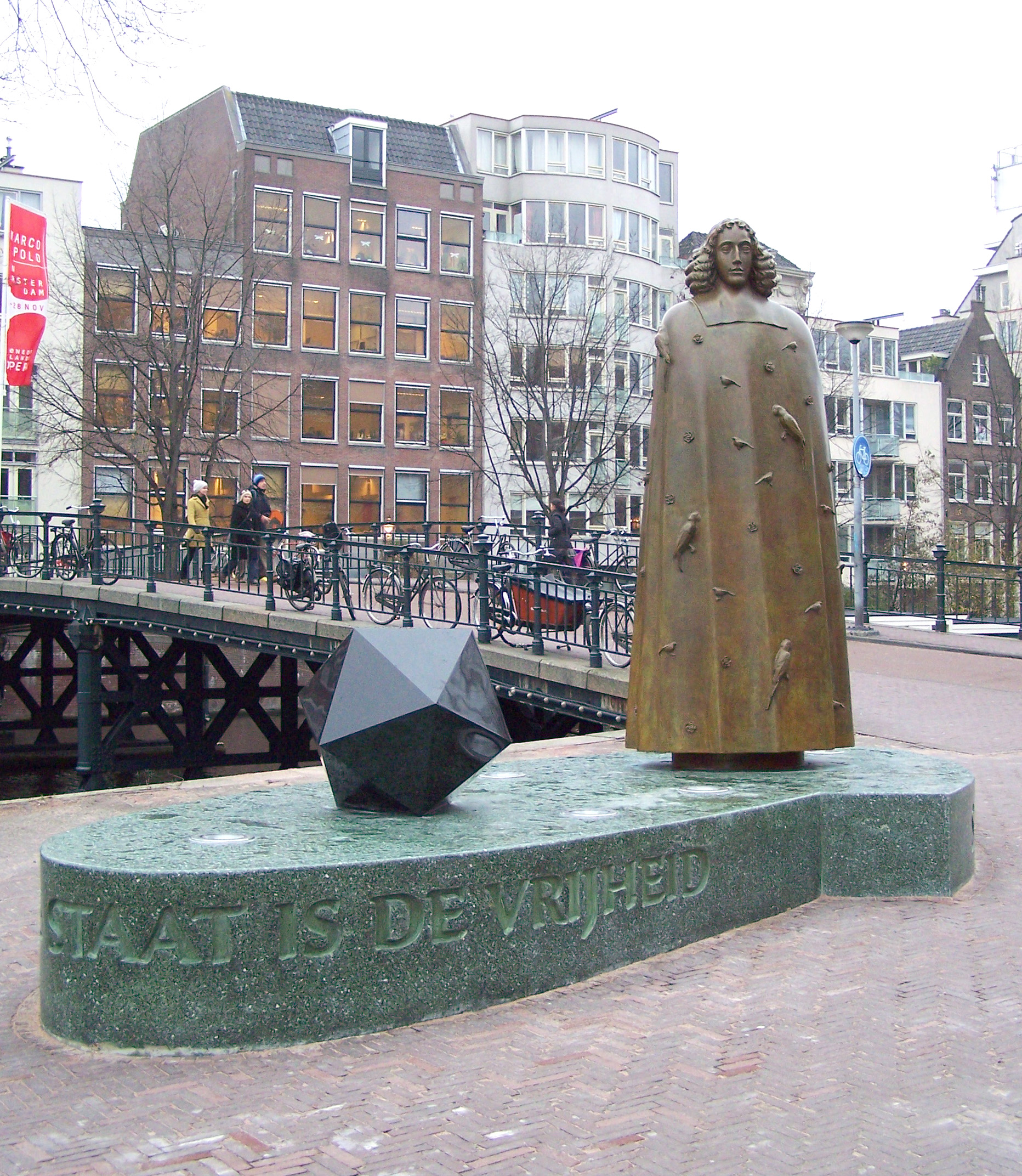
Spinozamonument, Amsterdam (2008) door Nicolas Dings